# Предмарт
Предмарт (на немски: Vormärz – „vor“ – „преди“ и „März“ – „март“ – т.е. преди (месец) март) е термин отнасящ се до епохата от германската история между Юлската революция от 1830 г. и Мартенската революция от 1848/1849 г. Някои историци приемат епохата за малко по-широка и я датират от началото на Виенския конгрес през 1815 г. Географски терминът се отнася до държавите в Германския съюз, който е основан в рамките на Виенския конгрес.
В политически план предмартът се сформира покрай появата на национализма, либерализма и социализма, както и от насочената срещу тях реставрационната политика на преследване и потисничество. Най-опорната сила на реставрацията, т.е. на възстановяването на стария режим и възвръщането на власт на свалените от власт по време на революцията, е така нареченият Свещен съюз между Прусия, Русия и Австрия. Според държавния канцлер и външните министри на тия държави тази епоха може да бъде нарича също ерата на Метерних, що се отнася до общоевропейската история.
Основната икономическа характеристика на предмарта е постепенното начало на индустриализацията. Преходният период от аграрна държава към индустриална държава често води със себе си социални неуредици. Нищетата, т.е. структурната бедност на големи части от населението, се превръща в характерно явление за това време.
Науките по историята на изкуството, литературата и културата използват епохалния термин бидермайер за да обозначат движенията на това време, противопоставящи се на теченията на предмарта.
Свободното религиозно движение, което се откъсва от конфесионалните догми, също води историческо начало от предмарта.

## Понятие
Понятието предмарт се отнася до Революцията от 1848 г. – известна по това време и като „Мартенска революция“. В тогавашното време под термина предмартенски (на немски: vormärzlich) се подразбират преобладаващите социални положения и обстоятелства от преди революцията и по-общо казано – всички остарели вече обществени, политически, икономически и пр. норми.
За разлика от фиксираната крайна точка на епохата, то нейното началото е не съвсем ясно и се определя по различен начин в литературата: За някои историци периодът на предмарта започва още през 1815 г., когато ерата на Френската революция и Наполеон Бонапарт най-накрая приключва с Виенския конгрес (предмарт в по-широк смисъл). В по-тесен смисъл терминът обхваща само годините от 1830 г. до 1848 г., започвайки с Френската юлска революция от 1830 г. По-специално в политическата история годините от 1830 г. до 1848 г. се наричат предмарт, докато периодът от 1815 г. до 1830 г. се счита за епоха на реституцията. В допълнение съществува и едно доста по-рядко срещано определение за предмарта като непосредствената предистория на революцията от 1848 г.: Съответно епохата започва около 1840 г. с възкачването на трона на Фридрих Вилхелм IV в Прусия.

## Политическа история
След Френската революция от 1789 г. германците наблюдават внимателно събитията във Франция. Някои са омаяни от обещанието на революцията за свободата, равенството и братството и че то наистина би могло да бъде осъществено. Други се страхувахат особено от насилието, което е наложено под управлението на якобинците през втората, по-радикална фаза на Френската революция. Впоследствие френските революционни войски, а по-късно и армията на Наполеон окупират големи части от Германия или ги правят зависими.
Времето на наполеоновата окупация пряко или косвено погрижва за драстичното намаление на броя на отделните германски държави чрез медиатизация и секуларизация, от над 300 немскоговорещи държавици остават само няколко десетки. През 1806 г. настъпва краят на Свещената римска империя на германската нация. Повечето от останалите германски държави се превръщат в сателитни държави на Наполеонова Франция в рамките на Рейнската конфедерация. През 1813 г. обединените армии на Русия, Австрия, Прусия и други страни успяват да победят Наполеон в битката при Лайпциг. Малко по-късно, сваленият от власт френски император е изпратен в изгнание на остров Елба, откъдето той обаче успява малко по-късно успява да избяга. През 1815 г., след като той отново успява да се възкачи на трона и след едва сто дни царуване, той окончателно е победен в битката при Ватерло. Европейските монарси, които по това време обсъждат териториална и политическа реорганизация на Европа в рамките на Виенския конгрес, искат непременно да предотвратят нова революция и друг тиранин като Наполеон. Германският съюз е основан през същата година като свободна конфедерация на държави, имаща общо федерално събрание със седалище във Франкфурт на Майн, което включва депутати, назначени от отделните монарси. Съюзът е трябвал да бъде достатъчно силен, за да може да се отбранява, но без да нарушава европейското равновесие на силите, което в общи линии се базира на пентархията. Една от задачите му е била също така в крайна сметка и потискането на политическите размирици.
През 1815 г. Прусия получава големи територии на запад, а именно Рейнланд и Вестфалия, докато Бавария получава областта Пфалц, а освен това съществуват и множество средни по големина южногермански държави като Баден, Вюртемберг и Бавария. Всичко това трябва, заедно с Обединеното кралство Нидерландия, да попречи на Франция да предприема нови завоевания. В периода на предмарта от съревнованието между двете велики сили Австрия и Прусия се формира постепенно държавата Германия, а съревнованието е решено в полза на Прусия през 1866 г. Точно тези две големи германски сили са се считали за особено консервативни в политическо отношение.
Идеите на Френската революция обаче прибъдват. Основното политическо искане на младото либерално и национално движение в Германия, което се противопоставя на консервативните управници, се изразява във формулировката „единство и свобода“. Възникналият в резултат на това конфликт с реставрационното правителство, което представлява противоположна идеология и опитвайки се да я защити със сурови репресии, е характерен за политическите събития през цялата епоха. Либералите формират в тази обстановка една умерена политическа посока; те искат конституционна монархия и парламент с право на глас за богатите, който трябва да съдейства при законодателната дейност в страната. От друга страна, демократите или радикалите тръбят много по-силно исканията си за равенство на всички граждани, включително в политически план, както и за всеобщо избирателно право за мъжете. Тази противоположност между либерали и демократи става по-ясно изразена през следващите години, а в някои случаи тя продължава и през 1840-те години. Важни носители на либералните и национални мисли се явяват германските братства, които се срещат през 1817 г. на Вартбургския фестивал по случай 300-тния юбилей от реформацията и 4-тата годишнината от битката на народите край Лайпциг. Тук се държат речи под мотото „Чест, свобода, отечество“, пее се, а накрая се изгарят писания на консервативни автори.
В същото време консервативните сили като например австрийският държавник княз фон Метерних искат да запазят стария обществен ред или поне реставрирания ред от 1815 година. С Карлбадските резолюции от 1819 г., за чието приемане убийството на консервативния писател Август фон Коцебу от студента Карл Лудвиг Занд става добре дошъл повод, започва система на преследване и потисничество, което предполага цензура и забрана на политически организации, включително на братства. Някои граждани се обезсърчават и се оттеглят от обществения живот, докато други започват да се организират в привидно аполитични културни сдружения. Последните обаче са в основата на бързото сформиране на политически партии или групировки през 1848 г. По-специално, клубовете по пеене и по гимнастика изиграват голяма роля за понататъшното сформиране на политически партии или групировки.
През 1819 г. в някои градове на Германския съюз избухват антисемитски бунтове в хода на така наречените хеп-хеп размирици.
Определени събития през тази епоха политизират и мобилизират части от населението. Поредната френска революция през юли 1830 г. довежда до вълнения и реформи в много страни от немската империя както и в Европа; Белгия се откъсва от Нидерландия, Люксембург се разцепва на две. Хамбахският фестивал от 1832 г., на който адвокатът Филип Якоб Зибенпфайфер държи основната реч, се явява вид масова демонстрация през този период. Франкфуртският Вахенщурм от 1833 г., с който въстаниците възнамеряват да предизвикат обща революция в Германия, се проваля. Напрежението между католическата църква в Рейнланд и протестантската пруска държава събужда политическото самосъзнание у католическото население. През 1837 г. седем професора от Гьотинген, така наречената „Гьотингенска седморка“, протестират срещу отмяната на конституцията в Кралство Хановер и впоследствие са уволнени. Рейнската криза от 1840 г., когато Франция претендира за р. Рейн като естествена граница между Франция и Германия, предизвиква вълна от патриотизъм и враждебност – и в двете страни. Песента на германците, композирана от Август Хайнрих Хофман фон Фалерслебен и германският национален химн от 1922 г. до 1949 г., датират от този период. За днешната Федерална република Германия единствено и само 3-тия стих на песента се определя за национален химн.

## Край на епохата, последствия и обществено възприятие
[[Datei:Bundesarchiv_Bild_146-1974-177-03,_Rastatt,_Einweihung_Erinnerungsstätte.jpg|мини|Густав Хайнеман вижда себе си като сродник на традициите на революциятс от 1848 г., по линията на прадядо си. През 1974 г. в качеството си на федерален президент на Германия, той основава т. нар. „Мемориал за движенията за свобода в германската история“ в двореца Ращат.]]
За пореден път революция, случваща се във Франция – Февруарската революция от 1848 г. –, дава решителен тласък за развитие в Германия. Германската мартенска революция от 1848/1849 г. първоначално води до изпълнението на много от исканията на предмарта в отделните държави. Тези нововъведения обаче са премахнати след провала на революцията в годините 1849 – 1851, в така наречената епоха на реакцията. Тази фаза продължава до 1858 г., когато по Германския въпрос отново настъпва оживление, а в Прусия новият крал Вилхелм I встъпва в длъжност. Много от идеите на предмарта, включително германската петпартийна система възникнала по това време и всеобщото избирателно право от времето на Мартенската революция, оказват голямо влияние в периода непосредствено предхождащ основаването на империята през 1867/1871 г.
В Германската империя и във Ваймарската република левицата поглежда назад към предмарта и запазва определени традиции от това време. Това важи по-малко за левите либерали, отколкото за социалдемокрацията, която заемства крилати фрази като напр. „Впреки всичко“. Заради общественоважните теми от това време, като например икономическото обединение на множество различни немскоговорещи държави благодарение на германския митнически съюз и ранните либерално-етатистки идеи на Фридрих Лист, епохата се помни и извън политическите групи.
През 1960-те и 1970-те години предмартът привлича голямо внимание сред левите интелектуалци, защото те припознават в историята на революционерите на предмарта чувството да живееш в изостанало и потисническо общество. Автори на песни като Ханес Вадър или групата Цупфгайгенханзел изпълняват политическите песни на предмарта. Историческите науки също все повече се заемат с анализа на тази епоха.

## Социална, икономическа и технологична история
[[Datei:Adler_Koblenz_Luetzel_03042010.JPG|мини|Реплика на влака „Орел“ (нем. Adler)]]
Френската революция носи вълна от модернизация със себе си към Германия. В окупираните територии на Западна Германия важи френският граждански кодекс на Наполеон, който въвежда равенството на гражданите пред закона, а администрацията е подобрена. Това оказа влияние върху останалата част на Германия. Около 1800 г. и в последващите години се премахва крепостничество (освобождаване на селяните). Преходът от традиционно към модерно общество се спречква и с някои трудности на приспособяване; появява се терминът нищета, посочващ крайната беднота в по-изостаналите райони. Особено 1840-те години са известни с глада и съответните размирици.
Икономическият прогрес проличава и при премахването на митническите граници. През 1818 г. Прусия премахва митата върху търговските стоки между собствените си провинции. През 1834 г. няколко държави основават Германския митнически съюз заедно с Прусия. В някои области се появяват вече първи признаци на индустриализация, въпреки че тя променя Германия из основи едва по-късно – във втората половина на века. През 1835 година в Германия тръгва първият локомотив, наречен Орел (нем. Adler). Други значими технически разработки от тази епохата са параходите, телеграфите и фотографията. Трябва обаче да се има предвид, че изграждането на железопътна мрежа или телеграфна мрежа, които да обхващат и обединяват цялата страна, отнема десетилетия, така че пълната полза от тези нововъведения настъпва едва в течение на втораата половина на века. За първи път в историята на Германия железниците и телеграфията гарантират, че съобщенията, хората и стоките стигат до местоназначението си в рамките на дни или даже по-бързо, а не седмици наред както е било преди това.

## Литературна история
Терминът предмарт е размит колективен термин, обозначаващ политическата литература, започвайки от опозиционна и стигайки до революционна литература, през десетилетията преди Германската мартенска революция от 1848 г. Началото на тази литературна епоха е спорно; някои го поставят в 1815 г. (Виенски конгрес), други в 1819 г. (Карлсбадски резолюции), 1830 г. (Юлска революция) или 1840 г. (Рейнска криза). Предмартът стои в противовес с литературата на консервативния, реставрационен и политически унив бидермайер. Важни жанрове на предмарта са писмото, пътеписът и политическата поема.
Авторският кръг „Млада Германия“, чиито публикации са забранени от Франкфуртския бундестаг през 1835 г., е може би най-важната група автори на това време. Представителите на това течение искат да проникнат в политическото съзнание на буржоазията и предендират за една отдадена литература, която се ориентира към социалната реалност. Тяхното отклонение от идеалите на литературната класика намира израз в словотворчеството на Хайнрих Хайне: Краят на периода на изкуството. Основните представители на „Млада Германия“ са Карл Гуцко, Хайнрих Лаубе, Теодор Мунд и Лудолф Вийнбарг.
Докато „младите германци“, чиято литературно-политическа ефектност достига своите висоти в средата на 1830-те години, използват главно различни форми на проза и основават свои собствени списания, то поетите на предмарта, които са по-активни през 1840-те години, са се опитвали да допринесат за прогреса предимно чрез отдадена поезия. Сред най-важните автори в тази насока са Август Хайнрих Хофман фон Фалерслебен, Фердинанд Фрайлиграт (Ça ira, Нови политически и социални стихотворения) и Георг Хервег (Стихове от жив човек). В този контекст трябва да се споменат и Робърт Едуард Пруц и Георг Веерт (Хумористични скици от германския търговски живот, живота и делата на известния рицар Шнапфански), който често е наричан първият „поет на германския пролетариат“ от ориентирани към марксизма литературни учени.
В допълнение към тези групи има различни отделни автори, които по различно време допринасят по свой начин за прогресивните и дореволюционни тенденции на предмартенската литература. Лудвиг Бьорне с критичната си журналистика (Писма от Париж) е бил пример за подражание и пионер за „младите германци“.
Към литературата на предмарта спадат и творбите на Георг Бюхнер. Въпреки че временно поддържал връзка с Гуцко, все пак той смятал, че стратегията на „Млада Германия“ е твърде силно ориентирана към буржоазията. Бюхнер и Кристиан Дитрих Грабе дават нови импулси на жанра драма по свой особен начин.
Хайнрих Хайне се дистанцира от „младите германци“ с възвишените си естетически стандарти, но до голяма степен споделя тяхната социална критика. Следователно, неслучайно решението на Бундестага да забрани произведенията на „Млада Германия“ включва и неговите творби. Поетите на предмарта, които той критикува и карикатурира като „поети с тенденция“, когато се появяват за първи път, впоследствие го вдъхновяват да пише политически съвременни стихове като „Силезийските тъкачи“ и стиховия епос „Германия. Една зимна приказка“, които са сред най-радикалните му творчески изрази.

Други автори, които са част от контекста на литературния предмарт, са например Ернст Дронке и Адолф Гласбренер, но не бива да се забравят и авторките, които по това време все по-усърдно пристъпват в общественото полезрение, като Луизе Астон (Моята еманципация) или Фани Левалд (Някои мисли относно възпитание на момичета), коите се посвещават на теми, специфично засягащи жените, или както Бетина фон Арним (Тази книга принадлежи на краля), която тематизира социалните въпроси по това време. 
- Хайне
- Бьорне
- Дросте-Хюлсхоф
- Бюхнер

## Автори и произведения
| Автор(ка)                               | Произведения |
| --------------------------------------- | --- |
| Бетина фон Арним (1785 – 1859)          | Тази книга принадлежи на краля (репортажи) |
| Лудвиг Бьорне (1786 – 1837)             | Писма от Париж (колекция от писма) |
| Хайнрих Хайне (1797 – 1856)             | Германия. Една зимна приказка (разказ в стихове); фотографии от пътешествия; журналистически текстове; стихове                                             |
| Фридрих Вилхелм Шулц (1797 – 1860)      | Смъртта на пастор Фридрих Лудвиг Вайдиг |
| Антон Йохан Грос-Хофингер (1808 – 1875) | |
| Фердинанд Фрайлиграт (1810 – 1876)      | Ça ira. Нови политически и социални стихотворения (стихосбирки)                                                                                            |
| Карл Гуцко (1811 – 1878)                | Уоли съмняващата се (1835) |
| Георг Бюхнер (1813 – 1837)              | Дантовата смърт, Войзек (драми), Леонс и Лена (комедия), Ленц (разказ); Хесенският пощальон (брошура)                                                      |
| Луизе Астон (1814 – 1871)               | Моята еманципация (дисертация след прогонване от Берлин)                                                                                                   |
| Георг Хервег (1817 – 1875)              | Стихове на един жив човек |
| Георг Веерт (1822 – 1856)               | Хумористични скици от немския търговски живот; Живот и дела на известния рицар Шнапфански (сатирични фейлетони); стихове                                   |
| Анете фон Дросте-Хюлзхоф (1797 – 1848)  | Еврейският бук. Едно живописно платно на нравите в планинската Вестфалия (разказ). Дросте-Хюлзхоф е поема още приживе един реалистично-натуралистичен път. |